# Вениамин (Кириллов)
Епи́скоп Вениами́н (в миру Эдуард Павлович Кириллов; 17 сентября 1979, посёлок Мургап, Марыйская область, Туркменская ССР) — архиерей Русской православной церкви, епископ Кронштадтский (с 2023).
Тезоименитство 13 августа (священномученика Вениамина, митрополита Петроградского и Гдовского).

## Биография
Родился 17 сентября 1979 года в посёлке Мургаб Мургабского района Туркменской ССР в семье военнослужащих.
В 1981 году с родителями переехал в Мордовию, на родину родителей в село Дубёнки. Крещён в 1984 году.
С 1986 по 1997 год учился в Дубёнской средней школе; тогда же окончил музыкальную школу по классу баяна.
С 1997 по 1999 год учился в Саранском духовном училище.
6 апреля 1999 года принял монашеский постриг в Саранском духовном училище.
17 апреля 1999 года епископом Саранским и Мордовским Варсонофием (Судаковым) хиротонисан во иеродиакона, а 9 июля — во иеромонаха.
С 1999 по 2001 год учился в Нижегородской духовной семинарии.
С 2000 по 2006 год исполнял послушание проректора Саранского духовного училища по воспитательной работе.
В 2006 году назначен наместником Свято-Троицкого мужского монастыря в селе Большое Чуфарово (Ромодановский район, Республика Мордовия).
В 2009 году окончил Историко-социологический институт Мордовского государственного университета по специальности «История».
В 2010 году поступил в аспирантуру Мордовского государственного университета по специальности «Философия».
С 2011 по 2016 год заочно обучался в Московской духовной академии. В декабре 2017 году на кафедре церковной истории МДА защитил дипломную работу на тему «Жизнь и деятельность митрополита Антония (Вадковского): казанский период».
Решением Священного Синода от 5 октября 2011 года избран епископом Ардатовским и Атяшевским.
7 октября 2011 года митрополитом Варсонофием (Судаковым) возведён в сан архимандрита. В этот же день в Тронном зале Патриарших покоев Троице-Сергиевой лавры Патриарх Московский и всея Руси Кирилл возглавил чин наречения архимандрита Вениамина (Кириллова) во епископа Ардатовского.
14 октября 2011 года в кафедральном соборе Христа Спасителя в Калининграде хиротонисан во епископа Ардатовского и Атяшевского. Хиротонию совершили: Патриарх Кирилл, митрополит Саранский и Мордовский Варсонофий (Судаков), митрополит Красноярский и Ачинский Пантелеимон (Кутовой), митрополит Ростовский и Новочеркасский Меркурий (Иванов), архиепископ Виленский и Литовский Иннокентий (Васильев), епископ Балтийский Серафим (Мелконян), епископ Солнечногорский Сергий (Чашин), епископ Магаданский и Синегорский Иоанн (Павлихин).
С 12 по 23 декабря 2011 года слушал двухнедельные курсы повышения квалификации для новоизбранных архиереев Русской Православной Церкви в Общецерковной аспирантуре и докторантуре имени святых равноапостольных Кирилла и Мефодия.
В 2020 года окончил аспирантуру Мордовского государственного университета им. Н. П. Огарева.
Переводил Библию на эрзянский диалект (один из этносов Мордовии).
24 августа 2023 года избран епископом Кронштадтским, викарием Санкт-Петербургской епархии, наместником Александро-Невской лавры. 30 августа 2023 года прибыл в монастырь.